# IAAF World Athletics Final 2003
IAAF World Athletics Final 2003 var en friidrottstävling som ägde rum i Monaco mellan 9 och 14 september 2003. Undantaget var släggkastningen som ägde rum i Szombathely i Ungern eftersom arenan i Monaco inte var tillräcklig för släggan.
Tävlingen avslutade friidrottsåret 2003 och de friidrottare som hade presterat de bästa resultaten under IAAF World Tour erbjöds att få vara med.

## Medaljörer, resultat

### Herrar
| Gren               | Guld                                  | Guld       | Silver                              | Silver     | Brons                                | Brons     |
| 100 meter          | Bernard Williams USA                  | 10,04      | John Capel USA                      | 10,05      | Uchenna Emedolu Nigeria              | 10,08     |
| 200 meter          | Joshua J. Johnson USA                 | 20,35      | Shawn Crawford USA                  | 20,37      | Stéphane Buckland Mauritius          | 20,44     |
| 400 meter          | Jerome Young USA                      | 45,04      | Michael Blackwood Jamaica           | 45,25      | Alleyne Francique Grenada            | 45,25     |
| 800 meter          | Wilfred Bungei Kenya                  | 1.45,97    | Joseph Mutua Kenya                  | 1.46,13    | André Bucher Schweiz                 | 1.46,28   |
| 1 500 meter        | Paul Korir Kenya                      | 3.40,09    | Alex Kipchirchir Kenya              | 3.40,21    | Ivan Hesjo Ukraina                   | 3.40,72   |
| 3 000 meter        | Kenenisa Bekele Etiopien              | 7.36,98    | John Kibowen Kenya                  | 7.38,21    | Abraham Chebii Kenya                 | 7.38,28   |
| 5 000 meter        | Eliud Kipchoge Kenya                  | 13.23,34   | Richard Limo Kenya                  | 13.23,95   | Gebre-egziabher Gebremariam Etiopien | 13.24,13  |
| 110 meter häck     | Allen Johnson USA                     | 13,11      | Terrence Trammell USA               | 13,17      | Staņislavs Olijars Lettland          | 13,25     |
| 400 meter häck     | Felix Sánchez Dominikanska republiken | 47,80      | Kemel Thompson Jamaica              | 48,50      | Danny McFarlane Jamaica              | 48,66     |
| 3 000 meter hinder | Saif Saaeed Shaheen Qatar             | 7.57,38    | Paul Kipsiele Koech Kenya           | 7.57,42 PB | Ezekiel Kemboi Kenya                 | 8.11,79   |
| Höjdhopp           | Jaroslav Rybakov Ryssland             | 2,30 m     | Stefan Holm Sverige                 | 2,30 m     | Jamie Nieto USA                      | 2,30 m    |
| Längdhopp          | Dwight Phillips USA                   | 8,31 m     | Hussein Taher Al-Sabee Saudiarabien | 8,30 m     | Ignisious Gaisah Ghana               | 8,26 m NR |
| Stavhopp           | Tim Lobinger Tyskland                 | 5,91 m     | Okkert Brits Sydafrika              | 5,86 m     | Dmitri Markov Australien             | 5,76 m    |
| Trestegshopp       | Christian Olsson Sverige              | 17,55 m    | Walter Davis USA                    | 17,09 m    | Kenta Bell USA                       | 16,95 m   |
| Kulstötning        | Christian Cantwell USA                | 21,92 m CR | Jurij Bilonog Ukraina               | 20,53 m    | Andrej Michnevitj Belarus            | 20,51 m   |
| Diskuskastning     | Virgilijus Alekna Litauen             | 68,30 m    | Róbert Fazekas Ungern               | 66,08 m    | Vasilij Kaptyuch Belarus             | 65,85 m   |
| Släggkastning      | Adrián Annus Ungern                   | 82,10 m    | Libor Charfreitag Slovakien         | 81,22 m    | Ivan Tichon Belarus                  | 80,84 m   |
| Spjutkastning      | Sergej Makarov Ryssland               | 85,66 m    | Jan Železný Tjeckien                | 84,33 m    | Boris Henry Tyskland                 | 81,00 m   |

### Damer
| Gren           | Guld                               | Guld      | Silver                            | Silver    | Brons                            | Brons    |
| 100 meter      | Chryste Gaines USA                 | 10,86     | Christine Arron Frankrike         | 11,04     | Torri Edwards USA                | 11,06    |
| 200 meter      | Muriel Hurtis Frankrike            | 22,41     | Anastasija Kapatjinskaja Ryssland | 22,57     | Torri Edwards USA                | 22,58    |
| 400 meter      | Ana Guevara Mexiko                 | 49,34     | Lorraine Fenton Jamaica           | 50,29     | Tonique Williams-Darling Bahamas | 50,87    |
| 800 meter      | Maria Mutola Moçambique            | 1.59,59   | Kelly Holmes Storbritannien       | 1.59,92   | Mina Aït Hammou Marocko          | 1.59,97  |
| 1 500 meter    | Süreyya Ayhan Turkiet              | 3.57,72   | Jackline Maranga Kenya            | 4.01,48   | Hayley Tullett Storbritannien    | 4.01,60  |
| 3 000 meter    | Edith Masai Kenya                  | 8.36,82   | Jelena Zadorozjnaja Ryssland      | 8.37,40   | Joanne Pavey Storbritannien      | 8.37,89  |
| 5 000 meter    | Elvan Abeylegesse Turkiet          | 14.56,25  | Derartu Tulu Etiopien             | 14.56,93  | Tirunesh Dibaba Etiopien         | 14.57,87 |
| 100 meter häck | Gail Devers USA                    | 12,45     | Glory Alozie Spanien              | 12,66     | Miesha McKelvy USA               | 12,69    |
| 400 meter häck | Sandra Glover USA                  | 53,65     | Andrea Blackett Barbados          | 54,28     | Ionela Târlea Rumänien           | 54,44    |
| Höjdhopp       | Hestrie Cloete Sydafrika           | 2,01 m    | Vita Palamar Ukraina              | 2,01 m PB | Kajsa Bergqvist Sverige          | 1,99 m   |
| Längdhopp      | Eunice Barber Frankrike            | 7,05 m NR | Tatjana Kotova Ryssland           | 6,92 m    | Grace Upshaw USA                 | 6,60 m   |
| Trestegshopp   | Tatjana Lebedeva Ryssland          | 15,13 m   | Yamilé Aldama Kuba                | 14,99 m   | Françoise Mbango Etone Kamerun   | 14,83 m  |
| Stavhopp       | Tatjana Polnova Ryssland           | 4,68 m    | Svetlana Feofanova Ryssland       | 4,60 m    | Stacy Dragila USA                | 4,50 m   |
| Kulstötning    | Vita Pavlysj Ukraina               | 19,86 m   | Svetlana Kriveljova Ryssland      | 19,66 m   | Nadzeja Ostaptjuk Belarus        | 19,51 m  |
| Diskuskastning | Věra Pospíšilová-Cechlová Tjeckien | 65,42 m   | Aretha Hill USA                   | 65,10 m   | Ekaterini Voggoli Grekland       | 63,55 m  |
| Spjutkastning  | Tatjana Sjikolenko Ryssland        | 64,47 m   | Steffi Nerius Tyskland            | 64,25 m   | Nikolett Szabó Ungern            | 62,88 m  |
| Släggkastning  | Yipsi Moreno Kuba                  | 73,42 m   | Olga Kuzenkova Ryssland           | 71,16 m   | Mihaela Melinte Rumänien         | 69,27 m  |